# Ébano (periódico)
Ébano es un periódico de Guinea Ecuatorial que inició su edición durante el periodo colonial español.

## Historia
Fue fundado en 1939, como Ébano, Semanario de la Guinea española. Publicación en sus orígenes de ideología falangista, era publicado por FET y de las JONS y llegaría a formar parte de la cadena de Prensa del «Movimiento», mientras que Poto Poto (1951), su homólogo para la zona continental dependía de la Diputación Provincial de Río Muni. 
Inicialmente se editó en la imprenta y talleres confiscados en septiembre de 1936 al bisemanal El Defensor de Guinea, promovido desde el 1 de mayo de 1930 por los funcionarios de la administración de correos. Tras la incautación, en las primeras ediciones se utilizó la cabecera El Nacionalista - Órgano de milicias nacionalistas de las Posesiones Españolas del Golfo de Guinea y ya en el año 1937 Frente Nacional - Semanario Colonial de la España Nueva el cual editaba diariamente una Hoja Informativa con noticias de guerra, hasta asumir la denominación definitiva de Ébano en octubre de 1939. Su sede estuvo por años en el edificio Jones, sede histórica de la organización local de FET y de las JONS, y que actualmente alberga a la Biblioteca Nacional de Guinea Ecuatorial.
A lo largo de su existencia ha tenido una periodicidad variable, cambiando frecuentemente el periodo de publicación de semanal a diario y a mensual. Incluso de 1965 a 1968 la edición tenía una Hoja del lunes de Fernando Póo, ya que no salía este día de la semana siguiendo dinámicas de la prensa española.
En febrero de 1946, editaba igualmente el semanario Rotativo deportivo, de distribución insular y continental, si bien posteriormente tras 35 ediciones se reconvierte en "La Voz de Guinea Continental", impresa a ciclostil en Bata por la Junta Deportiva de dicha región y ya sin vinculación con Ébano. Ese Rotativo deportivo sería según diversos autores el origen de Potopoto.
En 1953 ya aparece subtitulado como "Diario de la Guinea Española" y una década después como "Diario de la Región Ecuatorial".
En 1964 tenía una tirada de 1000 ejemplares y su difusión superaba los límites de la isla, llegando hasta Río Muni, Nigeria y Camerún. Contaba con una linotipia Intertype C, una máquina plana Jullien y un equipo de fotograbado electrónico Elgrama, así como elementos auxiliares, frente a Potopoto, que se editaba en los talleres del Centro Laboral La Salle de Bata, y se componía a mano en máquinas planas. 
En 1968, «en Fernando Poo se vendía a dos pesetas el diario Ébano (...). Con formato casi tabloide y ocho páginas, publicaba los programas de las salas cinematográficas, junto a los de Radio Santa Isabel y la Televisión de Guinea Ecuatorial con el horario de misas, el Santoral, la Farmacia de Guardia y otros anuncios del Ayuntamiento o la Cámara Oficial Agrícola en la página segunda, así como los morosos en la devolución de libros de la Biblioteca Pública y las multas de dos pesetas por día de retraso».

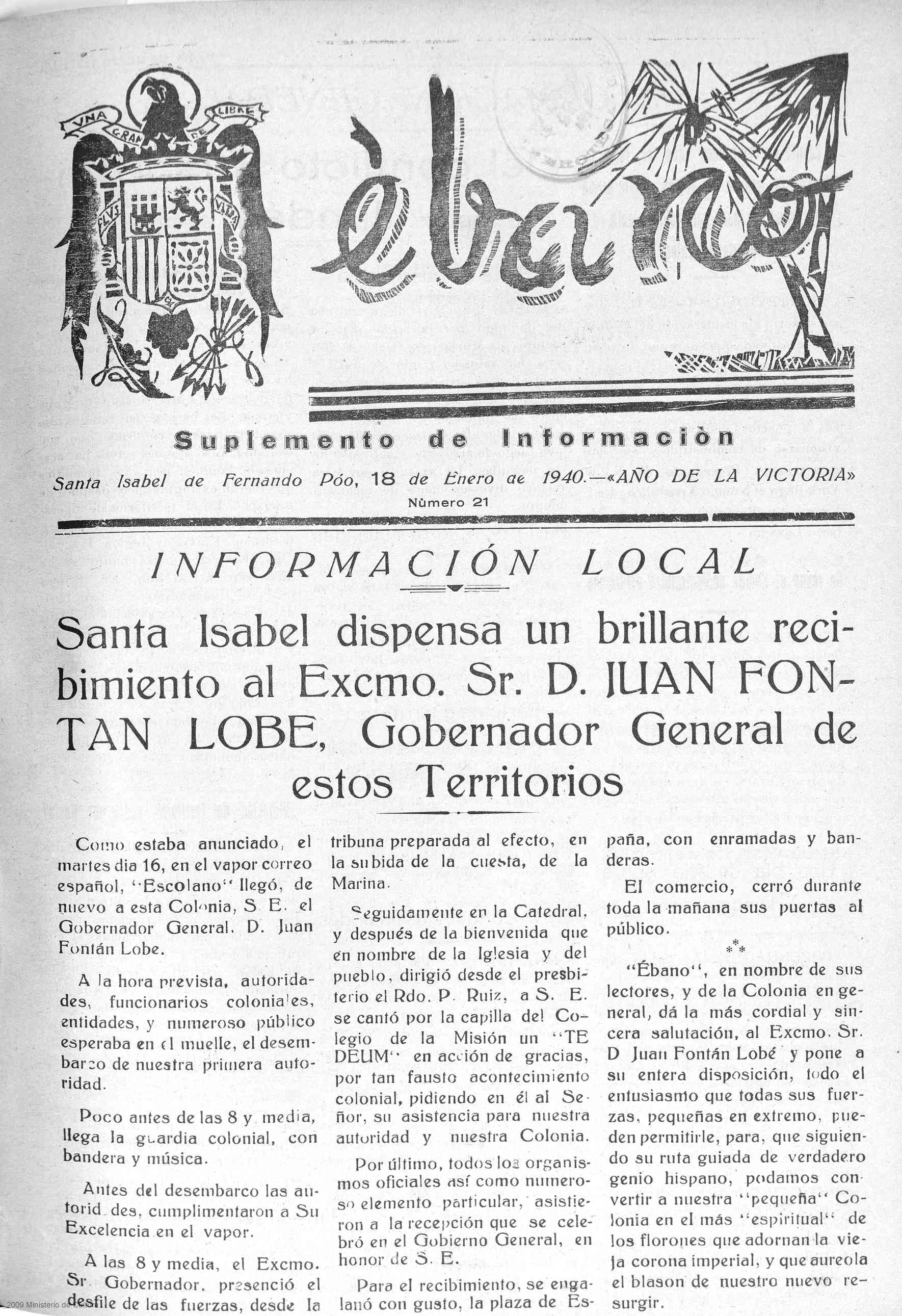
Portada de Ébano en 1940.

Tras la independencia de Guinea, la titularidad y gestión pasó a las nuevas autoridades, conservando el nombre de Ébano. Del 73 al 75 adoptó temporalmente la denominación Unidad de Guinea Ecuatorial, sufriendo un periodo de ediciones discontinuadas, la más prolongada a partir de 1975 a 1980. En agosto de 1980 pasa a contar con el apoyo de los servicios informativos de EFE y se imprime en maquinaria procedente de El Eco de Canarias, recuperando su cabecera histórica. En la década de los 90 la imprenta del Centro Cultural Hispano-Guineano integró por un tiempo en su programa editorial la impresión del  mismo: «Al margen de la creación de estas dos revistas [África 2000 y El patio] de difusión cultural, el CCH-G ofreció su colaboración al gobierno guineano para dotar al país de un verdadero medio de comunicación escrito que no fuera producto del Centro Cultural, sino del propio gobierno. Fruto de esta colaboración fue la reaparición del diario Ébano y la creación de la Editorial Nacional de Guinea Ecuatorial, para la que el CCEH-G compró una imprenta ultramoderna y formó al personal necesario para manejarla». Finalmente, en junio de 1991, la  imprenta que hasta entonces gestionaba la Cooperación Española en Guinea Ecuatorial fue transferida a la Editora Nacional.
Actualmente Ébano sigue siendo de titularidad estatal y se edita con regularidad en la ciudad de Malabo.
En noviembre de 2022, el diario digital AhoraEG informó que tanto Ébano como Poto Poto contarían con edición digital.
En septiembre de 2023, la Biblioteca Nacional de España informó de la digitalización con fines de preservación de las ediciones históricas de Ébano.

## Dirección
En su primera etapa fue dirigido inicialmente por Heriberto Ramón Álvarez (1939-1940), y durante varios años por Ángel García-Margallo Barbera (1940-1943) a quien sucedieron en el cargo Sebastián Llompart Aulet (1943-1961) y José Cervera Pery (1961-1968).
En 1968, tras la independencia, asumió la dirección Gabriel José Núñez Diácono, quien fue seguido por directores míticos como Severo Moto, Pedro Ignacio González, Laureano Nsue Nguema o Alberto Elo Nse ( 2015-2022), y Teodora Ngomo y reconocidos directores adjuntos como Anacleto Oló Mibuy o Santiago Benito Mabanja.
-Saturnino Ibongo, primer ecuatoguineano licenciado en periodismo y autor de la letra del Himno Nacional, trabajó igualmente en la redacción de Ébano. 
-Iñigo de Aranzadi, periodista y primer académico correspondiente de la RAE en Río Muni fue crítico de cine por varios años en el periódico.

## Premios
- En 1950 se hizo merecedor del premio "África de Literatura y Periodismo" otorgado por Presidencia del Gobierno.
- En 1964, la edición especial por los XXV Años de Paz fue seleccionada entre las mejores ediciones conmemorativas de la prensa escrita.
- Igualmente, José Cervera Pery (1960 y 1962), José Menéndez Hernández (1960) y Gabriel José Núñez Diácono[18] (1962) periodistas del mismo obtuvieron el premio "África de Literatura y Periodismo" por los artículos publicados.
- De la misma forma, en el 2010, la Asociación de Prensa de Guinea Ecuatorial ASOPGE otorgó el premio del 2º mejor articulista[19] en prensa escrita a Laureano Nsue Nguema, en ese momento director adjunto de Ébano.
- Santiago Benito Mabanja, director adjunto, fue ganador (2014) del "Certamen Literario 12 de Octubre" convocado por los Centros Culturales de España en Bata y Malabo.

## En la cultura popular
El quiosco y papelería más antigua en la ciudad de Zaragoza, se llama Ébano en recuerdo del periódico ecuatoguineano.
Es un recurso habitual en la literatura ambientada en Guinea Ecuatorial, como en La Sombra del Egombe (2013) de Gudea de Lagash.

## Enlaces
- Ejemplares sueltos digitalizados (1939-1940) en la Biblioteca Virtual de Prensa Histórica.
- Ejemplares sueltos digitalizados con la cabecera Frente Nacional (1937-1938) en la Biblioteca Digital Memoria de Madrid.